# Arami Ullón

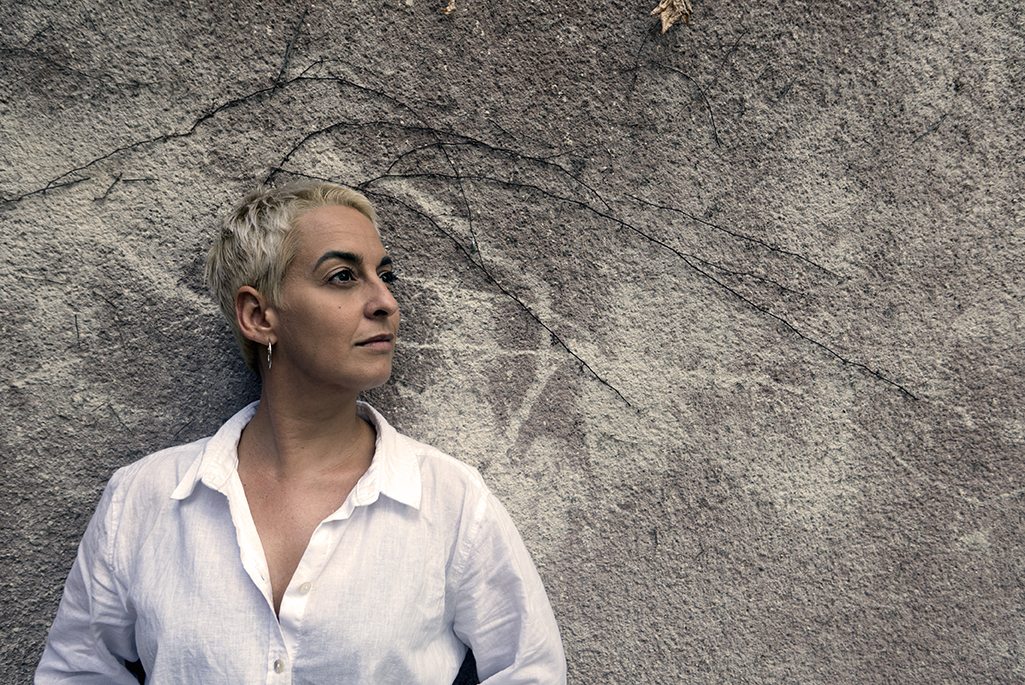
Arami Ullón

Arami Ullón (geboren 1978 in Asunción) ist eine paraguayische Filmregisseurin und -produzentin, die in der Schweiz lebt.

## Werdegang
Ullón reiste mit 16 Jahren aus Asunción der Liebe wegen nach Basel. Die gewünschte Beziehung entstand nicht, aber sie lernte einige Schweizer kennen und blieb eine Weile. Dann kehrte sie nach Paraguay zurück und drehte dort Werbespots und experimentelle Kurzfilme. Im Jahr 2000 führte sie Regie bei dem Theaterstück Un extraño asunto de amor. 2000 und 2001 studierte sie Film mit einem Stipendium der mittlerweile aufgelösten Boston Film and Video Foundation. Sie arbeitete auch als Produktionsassistentin, u. a. für O Toque do Oboé. Als sie, im Alter von circa 28 Jahren, eine Zeitlang in Europa arbeitete, besuchte sie auch einen alten Schweizer Bekannten namens Patrick und die beiden verliebten sich und begannen eine Fernbeziehung. 2011 zog Ullón dann nach Basel. Als sich der Gesundheitszustand ihrer Mutter verschlechtert, kehrte Ullón nach Paraguay zurück um sich ihrer anzunehmen, aber auch um eine Dokumentation über ihre Mutter zu drehen. Die Dreharbeiten dauerten neun Wochen an und fielen der Regisseurin nicht leicht.
Der Dokumentarfilm über ihre an Epilepsie und Parkinson erkrankte Mutter heißt El tiempo nublado („Bewölkte Zeiten“).

## Filmografie
- 1998: Ausencia de un nombre propio
- 2000: Beckon
- 2011: 18 Cigarrillos y medio
- 2014: El tiempo nublado

## Auszeichnung und erste Oscar-Einreichung Paraguays
El tiempo nublado gewann den Basler Filmpreis 2015.
Der Film ist die erste Einreichung Paraguays bei den Oscars.